# BeOS
BeOS là một hệ điều hành cho máy tính cá nhân ban đầu được phát triển bởi Be Inc. năm 1991. Ban đầu nó được viết cho các thiết bị BeBox. BeOS được xây dựng cho công việc truyền thông kỹ thuật số và đã được viết để tận dụng lợi thế của các thiết bị phần cứng hiện đại như đa xử lý đối xứng bằng cách sử dụng modul I/O bandwidth, đa luồng, đa nhiệm ưu tiên. Giao diện của BeOS được phát triển trên nguyên tắc rõ ràng và sạch sẽ, thiết kế gọn gàng.
BeOS được định vị là một nền tảng đa phương tiện có thể được sử dụng bởi một số đáng kể người dùng, và là đối thủ cạnh tranh của Mac OS và Microsoft Windows. Tuy nhiên, nhưng cuối cùng nó đã không đạt được thị phần như mong đợi và chứng tỏ khả năng thương mại với Be Inc. Công ty sau đó bị Palm Inc. mua lại và hiện nay BeOS chủ yếu được sử dụng và phát triển bởi một dân số nhỏ những người đam mê.
Hệ điều hành mã nguồn mở Haiku, một bản tái triển khai của BeOS, được khởi động khi BeOS tan rã. Bản Alpha 4 của Haiku phát hành tháng 11/2012.

## Thiết kế
BeOS được tối ưu cho truyền thông kỹ thuật số, và đã được viết để tận dụng lợi thế của các thiết bị phần cứng máy tính hiện đại như đa đối xứng bằng cách sử dụng băng thông modul I/O, xâm nhập đa luồng, đa nhiệm ưu tiên và hệ thống tập tin 64bit được biết đến với tên BFS. Giao diện người dùng của BeOS GUI được phát triển trên nguyên tắc rõ ràng và sạch sẽ, thiết kế gọn gàng..
API được viết bằng C++ để dễ lập trình. Nó có khả năng tương thích POSIX một phần và quyền truy cập vào một giao diện dòng lệnh thông qua Bash, mặc dù bên trong nó không phải là một hệ điều hành bắt nguồn từ Unix.
BeOS dùng Unicode như là mã hóa mặc định trong giao diện, mặc dù có hỗ trợ nhưng các phương thức nhập như nhập ký tự song song lại không thành hiện thực.

## Lịch sử
Lúc đầu được thiết kế để hoạt động trên nền tảng phần cứng AT&T Hobbit, BeOS sau đó đã được sửa đổi để chạy trên các vi xử lý dựa trên PowerPC với hi vọng Apple có thể sẽ mua lại hoặc đăng ký bản quyền BeOS để thay thế Mac OS đã già cỗi. CEO của Apple Gil Amelio đã bắt đầu thương lượng mua lại Be Inc., nhưng các cuộc đàm phán bị đình trệ khi CEO của Be Jean-Louis Gassée muốn 300 triệu USD; Apple không chấp nhận bất kỳ mức giá nào lớn hơn 125 triệu USD. Ban giám đốc của Apple đã quyết định NeXTSTEP là một lựa chọn tốt hơn và mua lại NeXT vào năm 1996 với mức giá 429 triệu USD, và đưa đồng sáng lập Apple Steve Jobs trở lại công ty.
Năm 1997, Power Computing bắt đầu đóng gói BeOS (trên một đĩa CD với các tùy chọn cài đặt) với dòng sản phẩm nhái Macintosh dựa trên PowerPC. Những hệ thống này có thể khởi động kép giữa Mac OS hoặc BeOS, với một màn hình lựa chọn khi khởi động.
Do các động thái của Apple và các khoản nợ tăng của Be Inc, BeOS đã sớm hỗ trợ nền tảng Intel x86 với bản phát hành R3 tháng 3/1998. Trong những năm cuối thập kỷ 1990, BeOS đã cố gắng để tạo ra một phân khúc khách hàng, nhưng công ty không còn khả năng. Be Inc. đã phát hành một bản rút gọn, nhưng miễn phí, bản sao của BeOS R5 và được gọi là BeOS Personal Edition (BeOS PE). BeOS PE có thể khởi động bên trong Microsoft Windows hoặc Linux, và dự định tạo sự quan tâm của khách hàng vào sản phẩm của mình và cung cấp cho các nhà phát triển một cái gì đó hàn gắn với Be Inc. cũng phát hành một phiên bản rút gọn của BeOS for Internet Appliances (BeIA), và nhanh chóng trở thành trọng tâm kinh doanh của công ty thay cho BeOS..
Năm 2001, quyền tác giả của Be đã được bán cho Palm, Inc. với giá 11 triệu USD. BeOS R5 được coi là phiên bản chính thức cuối cùng, nhưng BeOS R5.1 "Dano", đang phát triển trước khi Be Inc. bị bán cho Palm bao gồm BeOS Networking Environment (BONE), đã bị rò rỉ cho ra ngoài ngay sau khi sự tan rã của công ty.
Năm 2002, Be Inc. kiện Microsoft với cáo buộc Hitachi bị ngăn cản bán PC cài sẵn BeOS, và Compaq bị gây áp lực không phân phối một ứng dụng Internet hợp tác với Be. Be cũng tuyên bố rằng Microsoft cũng đã có hành động làm đình trệ hoạt động Phát hành lần đầu ra công chúng (IPO) của Be Inc.. Vụ kiện cuối cùng đã được giải quyết bên ngoài tòa án với khoản tiền 23,25 triệu USD cùng với việc từ chối trách nhiệm của Microsoft.
Sau khi sáp nhập vào Palm, PalmSource đã sử dụng một phần của nền tảng đa phương tiện của BeOS cho sản phẩm thất bại Palm OS Cobalt của họ. Với việc tiếp quản của PalmSource, bản quyền BeOS thuộc về Access Co.

### Tiếp tục và bản sao
Trong những năm tiếp theo sau sự sụp đổ của Be Inc. một số ít các dự án được hình thành để tái tạo BeOS hoặc yếu tố chính của các hệ điều hành OS với mục tiêu cuối cùng của tiếp tục phát triển BeOS sau khi Be Inc. phá sản. Điều này được thực hiện bởi thực tế là Be Inc. phát hành một số thành phần của BeOS theo một giấy phép tự do. Dưới đây là danh sách các dự án:
- BlueEyedOS: Nó sử dụng một phiên bản sửa đổi của hạt nhân Linux cho phép nó để chạy các ứng dụng BeOS. Đây là phần mềm tự do và nguồn mở. Hiện vẫn chưa có phát hành kể từ năm 2003.[18]
- Cosmoe:Một giao diện người dùng cho Linux có thể chạy hầu hết các ứng dụng BeOS. Nó là phần mềm tự do và nguồn mở. Phiên bản cuối cùng là vào năm 2004 và trang web của nó là không còn trực tuyến.[19]
- E/OS: Viết tắt của Emulator Operating System. Một hệ điều hành dựa trên Linux FreeBSD Nhắm tới việc chạy được các ứng dụng Windows, DOS, AmigaOS và BeOS. Nó là phần mềm tự do và nguồn mở.[20] Hoạt động phát triển dừng lại vào tháng 7/2008
- Haiku: Một bản tái triển khai hoàn thiện của BeOS không dựa trên Linux. Nó là phần mềm tự do và nguồn mở. Bản phát hành Alpha đầu tiên, "Haiku R1 / Alpha 1",được phát hành vào tháng 14/12/12009.[21] Bản Alpha thứ hai, "Haiku R1 / Alpha 2", phát hành ngày 9/5/2010,[22] và bản Alpha thứ 3, "Haiku R1 / Alpha 3", ngày 18/6/2011.[23] "Haiku R1 / Alpha 4" phát hành ngày 12/10/2012.[24] Tính đến năm 2014, nó là bản sao duy nhất của BeOS vẫn đang được phát triển.

Zeta là một hệ điều hành thương mại dựa trên nền tảng mã của BeOS R5.1. Được phát triển bởi yellowTAB, hệ điều hành sau đó đã được phân phối bởi magnussoft. Trong khi được phát triển bởi yellowTAB, công ty đã nhận được những lời chỉ trích từ cộng đồng BeOS vì từ chối thảo luận về vị trí pháp lý của nó liên quan đến các codebase BeOS (có lẽ vì lý do hợp đồng). Access Co. (đã mua PalmSource, cho đến khi đó chủ sở hữu tài sản trí tuệ kết hợp với BeOS) tuyên bố rằng yellowTAB không có quyền phân phối một phiên bản sửa đổi của BeOS, và magnussoft đã ngừng phân phối của hệ điều hành.

### Version history
| Phát hành                          | Ngày      | Phần cứng            |
| ---------------------------------- | --------- | -------------------- |
| DR1–DR5                            | 10/1995   | AT&T Hobbit          |
| DR6 (phát hành cho nhà phát triển) | 1/1996    | PowerPC              |
| DR7                                | 4/1996    | PowerPC              |
| DR8                                | 12/1996   | PowerPC              |
| Advanced Access Preview Release    | 5/1997    | PowerPC              |
| PR1                                | 6/1997    | PowerPC              |
| PR2                                | 10/1997   | PowerPC              |
| R3                                 | 3/1998    | PowerPC và Intel x86 |
| R3.1                               | 6/1998    | PowerPC và Intel x86 |
| R3.2                               | 7/1998    | PowerPC và Intel x86 |
| R4                                 | 4/11/1998 | PowerPC và Intel x86 |
| R4.5 ("Genki")                     | 6/1999    | PowerPC và Intel x86 |
| R5 PE/Pro ("Maui")                 | 3/2000    | PowerPC và Intel x86 |
| R5.1 ("Dano")                      | 11/2001   | Intel x86            |

## Sản phẩm dùng BeOS
BeOS (và bây giờ là Zeta) tiếp tục được sử dụng  trong các ứng dụng đa phương tiện như trình soạn thảo video Edirol DV-7 từ Roland corporation hoạt động trên một bản sửa đổi của BeOS và phần mềm radio tự động hóa TuneTracker  chạy trên nền tảng BeOS và Zeta, và nó cũng được bán như một "Station-in-a-Box" cùng với hệ điều hành Zeta. Ngày nay TuneTracker đã chuyển sang Haiku.
Các máy ghi âm kỹ thuật số Tascam SX-1 chạy một phiên bản sửa chữa lớn của BeOS chỉ có chức năng khởi động phần mềm ghi âm.
iZ Technology bán RADAR 24 and RADAR V, dựa trên đĩa cứng, 24-track ghi âm chuyên nghiệp dựa trên BeOS 5, mặc dù RADAR 6 mới hơn không dựa trên BeOS.
Magicbox,một nhà sản xuất các bảng chỉ dẫn và máy màn hình phát sóng, sử dụng BeOS để tăng sức mạnh dòng sản phẩm Aavelin của họ.